# Śluza Antoniewo
Śluza Antoniewo – jedna z sześciu śluz na kanale Górnonoteckim zlokalizowana w pobliżu wsi Antoniewo.

## Historia
Śluza powstała w 1882 roku i znajduje się na km 121,780 drogi wodnej Warta-Kanał Bydgoski.
Jaz został wybudowany głównie w celach transportowych dla zakładów chemicznym Solvay’a w Inowrocławiu oraz na potrzeby okolicznych majątków rolnych. Podczas wielkiej powodzi w roku 1980 zostały wysadzone zsuwy jazu, które potem odbudowano.

## Opis
Śluza wykonana jest z betonu, cegły klinkierowej i ciosów kamiennych o wymiarach komór 42,0 × 5,00 m i posiada napęd ręczny. Spad wynosi 1,58m.

## Elektrownia wodna
W 1997 roku prywatna spółka uruchomiła na jazie małą elektrownię wodą. Turbiny zostały wtedy zamocowane na jego konstrukcji, czego obecnie się nie stosuje ponieważ praca turbin (drgania) ma zły wpływ na stare konstrukcje. Zastosowane są 4 turbiny tzw. śmigłowe, a łączna moc elektrowni to ok. 70 kW. Wybudowano również przepławkę dla ryb, oraz kraty i siatki zabezpieczające przed zanieczyszczeniami z koryta Kanału.
Konstrukcja jazu jest betonowa z okładziną (licówką) ceglaną. Przyczółki oraz filary jazu umieszczone są na płycie fundamentowej, która z kolei otoczona jest ścianką szczelną drewnianą.

## Remont śluzy
W 2016 roku podczas modernizacji kanału bydgoskiego na terenie śluzy zostały wykonane specjalistyczne prace mające poprawić sprawność działania śluzy. Wykonano między innymi: odmulenie komory śluzy, regenerację łożysk górnych i dolnych, przegląd i konserwację mechanizmów napędowych wrót i zamknięć motylkowych, wymianę uszczelnień drewnianych i odbojnic wrót. Dodatkowo zabezpieczono przed korozją wrota, pomosty, napędy i innych stalowe elementy wyposażenia śluzy. Prace zostały zakończone w czerwcu 2017 roku.